# TDK歴史みらい館
TDK歴史みらい館（TDKれきしみらいかん）は、秋田県にかほ市にあるTDK株式会社の企業博物館である。

## 概要
にかほ市がTDKゆかりの地であることから、2005年にTDK創業70周年記念事業として、TDKのあゆみをものづくりの歴史から紹介する「TDK歴史館」として建設される。
創業80周年を期に、2015年に全面リニューアルを行い「TDK歴史みらい館（英文名称：TDK Museum）」として生まれ変わる。
TDKの製品・技術がどのように社会の進化に役立ってきたのか、さらにこれから訪れる未来社会に対してどのように関わり進化していくのかを、フェライトから始まるTDKの強みである「磁性」を主軸に、映像や体感デモを通して、わかりやすく楽しく体感できる施設となっている。

## 展示内容
- 歴史ゾーン：電子機器の進化の歴史とともに、TDKの「磁性」を中心とした製品や技術が社会にどのように貢献してきたのかを紹介する。
- みらいゾーン：TDKのテクノロジーは未来をどう変えていくのか？あなたの未来はどう変わるのか？体感しながら考えよう！

## 開館時間・休館日
（資料：休館日カレンダーより）
- 開館時間：午前10時から午後6時まで（最終入館　午後5時まで）
- 休 館 日 ：毎週日曜日・月曜日、12月30日から1月4日

## アクセス
- 秋田新幹線：JR秋田駅から羽越本線でJR仁賀保駅下車、徒歩10分（タクシーで約3分）
- 上越新幹線：JR新潟駅から羽越本線でJR仁賀保駅下車、徒歩10分（タクシーで約3分）
- 飛行機：秋田空港より 車で約1時間10分　庄内空港より 車で約1時間15分
- 自動車：北上JCTより秋田自動車道～横手IC～国道107号～国道7号にて　村田JCTより山形自動車道～（一部未供用）酒田IC～国道7号にて  郡山JCTより磐越自動車道～新潟空港IC～国道7号にて
- 路線バス：にかほ市コミュニティバス 平沢線「TDK歴史みらい館前」下車